# Nadisepa menaichus
Nadisepa menaichus är en fjärilsart som beskrevs av Hans Fruhstorfer 1912. Nadisepa menaichus ingår i släktet Nadisepa och familjen juvelvingar. Inga underarter finns listade i Catalogue of Life.